# Hans Weiner
Hans „Hanne“ Weiner (* 29. November 1950 in Neuenkirchen; † 21. August 2024 in Berlin) war ein deutscher Fußballspieler.

## Sportliche Laufbahn

### Vereinskarriere
Weiner erlernte das Fußballspiel beim SuS Neuenkirchen. 1969 wechselte er in die Regionalliga Berlin als Innenverteidiger bei Tennis Borussia Berlin. 1972 wechselte er zum Bundesligisten Hertha BSC und entwickelte sich schnell zu einem Stammspieler, der zusammen mit Holger Brück die Berliner Hintermannschaft organisierte. Sein Bundesligadebüt gab er am 16. September 1972, dem ersten Saisonspieltag, bei der 2:3-Heimniederlage gegen Fortuna Düsseldorf. Sein erstes Tor war der 1:0-Führungstreffer am 20. September bei der 1:2-Niederlage in Bochum – dem 2. Spieltag vier Tage später.
1979 kam er zur Verstärkung der Abwehr zum FC Bayern München, um in der Nach-Beckenbauer-Ära zusätzlich zum Rechtsverteidiger einen „soliden Libero“ zu geben. Mit den Münchnern, bei denen er auf Anhieb Stammspieler wurde, feierte er seine größten Erfolge. Die Defensivkraft gewann 1980 und 1981 mit den Bayern die deutsche Meisterschaft und 1982 den DFB-Pokal. Im gleichen Jahr stand er im Finale um den Europapokal der Landesmeister, das jedoch mit 0:1 gegen den englischen Meister Aston Villa verloren wurde. Nach dieser erfolgreichen Saison wechselte Hans Weiner in die USA zu Chicago Sting. Dort blieb er zwei Jahre, bevor er 1984 zu Hertha BSC in die 2. Bundesliga zurückkehrte. 1986 beendete er seine aktive Laufbahn. Insgesamt bestritt Hans Weiner 309 Erstliga- (14 Tore) und 65 Zweitligaspiele (3 Tore).

### Auswahleinsätze
Hans Weiner bestritt sein einziges Länderspiel für die B-Nationalmannschaft, die am 18. April 1978 in Norrköping gegen Schweden antrat. Weiner wurde beim 1:0-Sieg für Harald Konopka eingewechselt.

## Weiterer Werdegang
Weiner leitete 18 Jahre lang das von ihm eröffnete Hotel „Tegeler Hof“. Von 2002 bis 2010 war er Inhaber der Fußballgaststätte „Hanne am Zoo“, das frühere „Holst am Zoo“, in Berlin. Weiner war an der Parkinson-Krankheit erkrankt und erhielt 2014 eine Tiefe Hirnstimulation zur Behandlung seiner Beschwerden. Er starb am 21. August 2024 im Alter von 73 Jahren.